# 矢崎茜
矢崎 茜（やざき あかね、1980年7月7日 - ）は、日本のAV女優、ストリッパー。
東京都出身。ロータスグループおよび川崎ロック座所属。身長:162cm。スリーサイズ:B82・W58・H87。血液型:B型。

## 略歴
- 2003年頃にAVデビュー。
- 2004年5月には、ストリッパーとしてもデビュー。

## 作品

### アダルトビデオ

#### 単独作品
- 綺麗な人妻を犯しませんか 矢崎茜（2004年7月15日、ハヤブサ）
- お願い眠（ね）かせて（2007年3月25日、アロマ企画）
- Back★s 矢崎茜（2008年3月11日、ジャネス）
- 失禁恥女4 矢崎茜（2009年3月27日、プールクラブ・エンタテインメント）
- 露出 at 沖縄 1（2009年4月27日、ジャネス）

以上、矢崎茜 単体出演品のみ表示（DMM.com）より。以下はダブル主演作品。
- 発情ダブルま〇こ 性欲の強い女たち 三谷りさこ+矢崎あかね（2004年1月10日、ドグマ）
- ヴィーナス・ラヴァーズ（2004年4月13日、オーロラプロジェクト）
- 祝！童貞喪失vol.3（2004年6月4日、パラダイスTV）
- 令嬢姉妹院内中出し 立花瞳 矢崎茜（2004年11月5日、タカラ映像）

その他
- 牝犬のうた・2（2004年4月29日、アヴァ）
- 女子校生 矢崎茜（2004年11月4日、制服倶楽部）
- Show girl 矢崎茜（2005年1月14日、ジャネス）
- OSARU Backs ＃003（2005年1月14日、ジャネス）

発売日不明
- フェロモン系eオンナ 矢崎茜（彩）
- ももねこてぃ〜んず Vol.13（ワールドユニティ）

#### 複数出演、オムニバス
2003年
- ハイパーマジックミラー号2003　三浦海岸 逆ナンパ編（10月18日、ディープス）
- エロのから騒ぎ 第3期生（10月21日、V&Rプロダクツ）
- The Beach Document（11月1日、スタイルアート(MOODYZ)）

2004年
- BIKINI-fetish vol.1（1月30日、ジャネス）
- BIKINI-fetish vol.2（1月30日、ジャネス）
- LES ISLAND 2（3月12日、ジャネス）
- 秘書のナマ狂い 社長、いっぱい出ましたわ…（5月21日、GAIA）
- 近親相姦8ストーリー －第七章－（7月15日、隼エージェンシー）
- こだわりの手コキ 22人の手コキ嬢（7月15日、隼エージェンシー）
- フェラコレ2004夏 21人のフェラジェンヌ（7月15日、隼エージェンシー）
- REAL-LESBIAN 姫咲しゅりwith矢崎茜（8月20日、ジャネス）
- 若妻密売事情 第三巻（9月7日、バイブル）
- 20人!エロ女相撲選手権!（9月9日、ディープス）他19名
- 豪華20人 エロ女相撲選手権 エッチな（秘）プロフィール2時間（9月23日、ディープス）
- THE レイプ されたがる女たち DX（9月24日、クリスタル映像）
- ドスケベ三姉妹 美乳編（11月10日、オブテイン・フューチャー）
- 近親相姦8ストーリー -第八章-（11月13日、隼エージェンシー）
- 失禁恥女 4（11月15日、プールクラブ）
- もしもこんな痴女がいたら・・・。 3（11月17日、うまなみ。（ケイ・エム・プロデュース））
- イイ女狩り 4（11月19日、うまなみ。（ケイ・エム・プロデュース））
- フェラコレ2004 フェラマニア完全保存版 40人のフェラジェンヌ（12月15日、隼エージェンシー）

2005年
- LEG SEX II（1月14日、ジャネス）
- 痴女女子校生（1月14日、タカラ映像）
- バイブの虜 10（1月15日、プールクラブ）
- 綺麗な人妻たちを犯したい4（1月15日、隼エージェンシー）
- しろうと大百科 エロ娘発掘！ナンパ8人GET！（3月22日、素人列伝）
- 先生のアソコに入れたくて…僕、いっちゃいます!!（4月15日、ビッグモーカル）
- DANCE CORE II（6月19日、スタイルアート）
- うまなみプレゼンツ6 イイ女狩り 4時間（6月24日、ケイ・エム・プロデュース）うまなみ。作品『イイ女狩り4』のセルDVD化作品
- うまなみプレゼンツ 7 痴女4時間 2（7月22日、ケイ・エム・プロデュース）うまなみ。作品『もしもこんな痴女がいたら...。3』のセルDVD化作品
- CRAZY DANCE GIRLS vol.3（11月19日、ボディー）

2006年
- E-BODY DANCE VALLEY 2（3月19日、スタイルアート）
- HG-DANCE（3月25日、ジャネス）
- キレイな若奥様 2（3月25日、TMクリエイト）
- アゲアゲ★ランチキ★DANCE stage 1（4月15日、ジャネス）
- いやしの集団若妻サークル（6月15日、アレックス）
- ヌギヌギ★DANCE VIP DANCERS（6月15日、ジャネス）
- DANCE FUCK（6月19日、スタイルアート）
- 尻とろニクス 美尻、丸出し姉ちゃん抜きたおし。 Vol.2（11月19日、ZONE）
- 変態女が沖縄で露出しちゃいました!!（11月25日、未来）

他

### オリジナルビデオ
- 隣の奥さん 昼下がりの大乱交（2006年10月6日、インターフィルム）
- 淫乱なる一族 背徳セレブ妻（2006年10月6日、インターフィルム）